# Разин Степан (роман)
«Разин Степан» — исторический роман русского писателя Алексея Чапыгина, опубликованный в 1927 году. Стал одним из первых советских исторических романов, его причисляют к классике жанра.

## Сюжет
Действие романа происходит в России во второй половине XVII века. Его заглавный герой — руководитель крестьянской войны. Он оказывается одним из организаторов Соляного бунта 1662 года, затем возглавляет поход «за зипунами» на Каспийское море, против Персии. Разин громит флот гилянского хана, пленяет персиянку Зейнеб, но теряет ряд верных сподвижников: Мокеева, Серебрякова, Сергея Тарануху, Рудакова. С награбленным он возвращается на родину. Затем Разин предпринимает новый поход: берёт Астрахань, поднимается вверх по Волге, разбивая стрелецкие отряды и казня воевод, поднимает на борьбу с властями крестьян.
Царское правительство, напуганное размахом восстания, направляет против Разина войска. В затяжных боях под Симбирском с войском Юрия Барятинского повстанцы терпят поражение. Разин оказывается тяжело ранен, в финале его в оковах привозят в Москву на казнь. Делегация казаков во главе с атаманом Корнеем получает дары за предательство.

## Создание и оценки
К историческим сюжетам Чапыгин обратился по совету Максима Горького. Замысел романа о Степане Разине появился у него в 1924 году, а работа закончилась в январе 1927 года. Первая часть романа увидела свет уже в 1925 году в журнале «Былое»; вторая и третья — в 1926 году в журнале «Красная новь». Первое полное издание в трёх томах вышло в 1926—1927 годах. В 1928 году «Разин Степан» был включён в собрание сочинений Чапыгина, а всего при жизни автора (до осени 1937 года) переиздавался девять раз.
Критики встретили роман с огромным интересом: их привлекли общее своеобразие книги, яркое изображение быта и исторических событий, языковое мастерство, масштаб и драматизм описанных Чапыгиным событий. Отзывы были главным образом положительными. П. Райский в «Красной газете» назвал Чапыгина новатором из-за того, как тот изобразил в своём романе народ и «социальные отношения древней Руси». Н. Берковский высоко оценил «старинную речь» в романе («Красная газета»). А. Дивильковский на страницах журнала «Новый мир» написал о «блестящих художественных частностях», «общей выдержанности, цельности взятой картины», «богатом, чисто народном, гибком» языке. А. Воронский в «Красной нови» причислил «Разина Степана» к «лучшим историческим произведениям» и назвал его «прекрасным подарком русской литературе».
«Москва XVII века показана безо всяких прикрас, — пишет А. Лежнев в „Правде“, — необыкновенная жестокость правительственной машины, кнутобойство, пытки Тайного приказа, бесконечные казни, разветвлённейший сыск, низкопоклонство, варварство нравов, грубость быта, нищета — всё это встаёт перед читателем обнажённое, отвратительное. Москва Чапыгина покрыта кровью и калом».
Исключительно высоко оценивал «Разина Степана» Максим Горький. Он писал Чапыгину о своём наслаждении чтением, о «медном, литом, вкусно корявеньком, из прошлого, чаруя говорящем языке», об «изумительном проникновении в дух и плоть эпохи». В статье «О нашей литературе», опубликованной в 1930 году и получившей широкую известность, Горький называет «Разина Степана» в числе главных исторических романов, используя определение «шелками вытканный». Книга Чапыгина стала общепризнанной классикой советского исторического романа, а её автора с этого момента относили к основателям жанра.
Звучала и критика. Лежнев писал о «чрезмерной густоте» языка эпохи, автор статьи о Чапыгине в «Большой советской энциклопедии» упрекнул его в недооценке «капиталистических моментов в феодальной России первых Романовых» и увлечении «внешнеромантическими эффектами». Автор «Лексикона русской литературы XX века» пишет, что образ Разина и мотивы его действий «сильно модернизированы: например, ему навязаны антирелигиозные и антицаристские настроения». Тот же автор считает, что исторический колорит в романе сводится к архаизированному языку, который только утяжеляет повествование.

## Пример языка романа (прямая речь персонажей)
—Все, что знаешь, дедо, говори!
—Было время, шестикрыльную книгу я чел, жидовина Схари и иных мудрых речения и письмена их еретичные, числа исчислял по маурскому счислению и по звездам, кои описаны, гадал, а вычитал я в тых книгах, что земля наша, кою чтут патриархи и иные отцы православия, яко долонь человеков, гладкой, — кругла, что небо будто бы не седми, не шти, не пять и не дву-три не бывает, что небо сие едино, и земля наша кругла, а небо шар земли нашей объяло, справа, слева, внизу и вверху, что якобы земля наша вертится… Но мотри, сие говорю только тебе, ибо ты мне, как и Ириньице, по душе пал… иным боюсь. В срубе сожгут мое худое телесо древнее, да огню его предать — не изошло тому время…
— А. П. Чапыгин. «Степан Разин».